# Non sequitur (recurs literari)
Un non sequitur (en llatí, "no segueix", amb el sentit de "no es desprèn lògicament de l'anterior") és un recurs literari utilitzat freqüentment per a propòsits humorístics. Consisteix en dir quelcom que no encaixa lògicament amb el que s'ha dit abans i que per això resulta absurd, divertit o sorprenent.
Etimològicament, l'expressió prové dels mots llatins non, 'no', i el verb deponent sequor, sequi, secutus sum, que significa 'seguir'. Els verbs deponents tenen formes passives però significats actius.
Cal destacar la diferència entre el recurs literari i la fal·làcia lògica també anomenada non sequitur.